# Сток, Барбара (мультипликатор)
Барбара Сток (нидерл. Barbara Stok; род. 24 февраля 1970 года в Гронингене, Нидерланды) — голландский мультипликатор, наиболее известна такими автобиографическими комиксами, как Barbaraal.

## Биография и работа
В детстве Барбара Сток увлекалась чтением сборника комиксов своего брата и писала различные истории. В возрасте 20 лет она открыла для себя американские андеграунд комиксы. Сама Барбара говорит, что книги о Гарри Поттере были первой прозой, которую она прочитала.
Большая часть ее работ носит автобиографический характер. Барбара начала рисовать комиксы в 1990-х, она опубликовала сборник «Barbaraal». события происходят в Гронингене, в здании бывшей студенческой организации «Vera», ныне центре популярной музыки. Барбара никогда не посещала художественную школу, опасаясь, что может потерять свой личный аутентичный стиль. В 2003 году она выпустила роман «Je geld of je leven» (Ваши деньги или ваша жизнь), посвященный ее работе в качестве журналиста и последующему выгоранию. В 2009 году она получила голландскую премию в области создания комиксов «Stripschapprijs» за автобиографический роман «Dan maak je maar zin», на страницах которого автор размышляет о смысле жизни.